# IPhone SE (segona generació)
L'iPhone SE (segona generació) és un telèfon intel·ligent de gamma alta dissenyat i comercialitzat per Apple. És part de la tretzena generació de l'iPhone, juntament amb l'iPhone 11, iPhone 11 Pro i iPhone 11 Pro Max. Anunciat el 15 d'abril de 2020. Aquest serveix com a successor tan de l'iPhone SE de primera generació com de l'iPhone 8.
El disseny d'aquest iPhone és gairebé idèntic a l'iPhone 8 (un botó físic, amb marcs a la part superior i, a baix, amb el "Touch ID" de la pantalla a excepció de detalls com la posició del logotip més centrat i sense la paraula iPhone però utilitza el mateix sistema en xip A13 Bionic que la línia de l'iPhone 11 amb menor bateria comparada amb l'11). Les comandes anticipades van començar el 17 d'abril i els lliuraments van començar el 24 d'abril de 2020.

## Història
Des de finals de 2017, s'especulava la sortida d'una segona versió de l'iPhone SE, per l'alt preu dels dispositius recents. Els rumors van sorgir novament a inicis del 2020, indicant que el nou iPhone SE tindria el mateix disseny i grandària de pantalla que l'iPhone 6, 6s, 7 i 8, ja que aquest últim era l'únic model d'iPhone en venda que mantenia el botó d'inici amb sensor Touch ID. Els noms especulats per a aquest dispositiu van ser "iPhone 9" o iPhone SE.
El març de 2020, van sortir nous rumors dient que, el llançament d'aquest nou iPhone, seria "imminent", després de filtrar-se una imatge a Best Buy d'una carcassa, la caixa de la qual s'afirmava que era dissenyada per a un nou iPhone de 4,7 polzades que sortiria al llarg del 2020. També es va filtrar el nom del dispositiu, després que aparegués a la botiga online d'Apple un protector de pantalla Belkin, el qual era compatible amb l'iPhone 7, 8 i un supòsit iPhone SE. No obstant això, les referències d'aquest últim van ser eliminades poc temps després.
Finalment, el 15 d'abril de 2020 Apple anuncià la sortida de l'iPhone SE al seu canal de YouTube per mitjà d'un teaser on es pot apreciar les característiques principals del nou dispositiu. La distribució d'aquest va començar el 24 d'abril de 2020 fins al 1r de maig, on la companyia va informar que s'havien esgotat les existències degut al fet que la producció del dispositius havia estat baixa a causa de la pandèmia de COVID-19.

## Disseny[7]
Aquest dispositiu presenta un disseny amb un marc d'alumini i recobriment de vidre frontal i posterior. Té la mateixa grandària que l'iPhone 8, amb el qual hi ha bastantes similituds. Això fa que les fundes dissenyades per a l'iPhone 8 s'adaptin també a l'iPhone SE de segona generació. Però, existeixen diferències pel que fa a aquest, com per exemple, la posició del logotip de la poma i l'absència de la paraula iPhone a la part posterior. Té integrat un botó Home amb Touch ID de segona generació.
Està disponible en 3 colors: blanc, negre i vermell (Product Red), que és una marca amb llicència de l'empresa Red, la qual pretén involucrar el sector privat en els fons per ajudar a eliminar el VIH/SIDA en vuit països d'Àfrica. Tot i que la gama de colors coincideix amb la de l'iPhone 8, presenta certes dissimilituds: el to de negre és lleugerament més profund, el blanc és més brillant i el vermell una mica més clar. A diferència d'altres models anteriors, presenta biselles negres a la pantalla de tots els models, en línia amb models com l'iPhone 11.

### Mida
La segona generació de l'iPhone SE es trobava entre els telèfons intel·ligents més petits de producció en el moment del seu llançament ja que presentava, a la pantalla, una diagonal de 4'7 polzades (equivalent a 120mm). Tot i així, encara és un 30% més gran que el model de primera generació, la diagonal del qual mesurava 100 mm.

### Maquinari
L'iPhone SE incorpora el sistema d'Apple que utilitza un xip A13 Bionic (7 nm) alhora que un motor neuronal de tercera generació. Està disponible en tres variants de configuracions d'emmagatzematge intern: 64 GB, 128 GB i 256 GB. El dispositiu té la mateixa classificació IP67 de resistència a la pols i a l'aigua que l'iPhone 8. No disposa de les funcions de banda ultra ampla habilitades pel xip U1 que podem trobar a l'iPhone 11 i 11 Pro Tot i les mides reduïdes del telèfon, que poden provocar un augment de la regulació tèrmica, el SoC A13 de l'iPhone SE funciona amb les mateixes freqüències de CPU que l'iPhone 11 (Hexa-core). A diferència del model de primera generació, aquest iPhone SE no inclou cap presa per a auriculars estèreo de 3,5 mm estàndard.

### Pantalla
Disposa de la mateixa pantalla Retina HD que es troben a l'iPhone 8, mitjançant una àmplia gamma de colors (Display P3) i una tecnologia IPS amb True Tone, que bàsicament consisteix en la capacitat d''ajustar automàticament el to de color de la temperatura en la pantalla, basant-se en la il·luminació i l'ambient de cada espai. La pantalla té una resolució de 1334 x 750 píxels, com els iPhones anteriors de 4,7 ". La densitat de píxels és de 326, la mateixa que en tots els iPhones amb pantalla LCD. La funció de tacte 3D de detecció de pressió que es troba a l'iPhone 8 s'ha substituït per Haptic Touch a l'iPhone SE, que inicialment no funcionava per a notificacions,  però posteriorment es va solucionar a partir de l'actualització iOS 14. La brillentor màxima que pot establir-se és de 635 nits i pot reproduir HDR10 i contingut Dolby Vision, tot i no tenir una pantalla preparada per HDR. Observem algunes millores en el rang dinàmic, el contrast i la gamma de colors àmplia.

### Càmera
L'iphone SE té una càmera posterior de 12 MPx amb un sol objectiu gran angular, similar al sistema de càmera de lent simple de l'iPhone 8. És capaç de gravar vídeos de 4K (a 24, 30 o 60 fps), vídeo HD de 1080p (a 30 o 60 fps) o vídeo HD de 720p (a 30 fps). La càmera té una obertura de ƒ / 1,8, enfocament automàtic, estabilització òptica de la imatge i un flaix True Tone de quatre LED. El telèfon també té l'opció de fer panoràmiques de fins a 63 MPx i ràfegues. El zoom digital arriba fins a x5.
La càmera frontal és de 7 MPx amb una obertura de f / 2.2 i enfocament automàtic, capaç de gravar vídeo HD de 1080p a 30 fps. La interfície de la càmera adopta l'opció "Quicktake" de l'11 i l'11 Pro, que permet a l'usuari prémer llargament el botó d'obturació per fer un vídeo. Ara es pot accedir a la funció de ràfega fent lliscar el botó d'obturació cap a l'esquerra.
El sistema et permet controlar la profunditat i utilitzar un mode de retrat ("bokeh"). Així mateix, es poden utilitzar 6 tipus d'efectes en la il·luminació de retrats: llum natural, llum d'estudi, llum de contorn, llum d'escenari mono i llum en clau alta mono.
Pel que fa al vídeo, no només trobem les característiques ja esmentades sinó que també tenim les opcions per realitzar vídeos a càmera lenta o bé, "time lapse". Així mateix, pots realitzar un zoom digital fins a x3 i et permet reproduir en zoom. També, mentre s'està en gravació, et permet fer fotografies de fins a 8 MPx.

### Programari
L'iPhone SE es va subministrar originalment amb iOS 13.4  compatible amb Apple Pay i Apple Card. El 23 d'abril de 2020 (un dia abans de la versió oficial del dispositiu) es va llançar una versió especial d'iOS 13.4.1 exclusiva de l'iPhone SE, una actualització que solucionava errors relacionats amb Bluetooth i FaceTime. Alhora, l'iPhone SE permet l'actualització a iOS 14.

### Altres característiques
- Disposa de geolocalització: GPS/GNSS, brúixola dijital, Wi-fi, connexió mòbil i microlocaliztador iBeacon.
- Touch ID per pagar a botigues, apps i pàgines web a través del telèfon mòbil.
- L'iPhone SE no és compatible amb targetes Micro SIM i permet Nano SIM y eSIM.